# Mordwin (chutor)
Mordwin (ros. Мордвин) – chutor w zachodniej Rosji, w sielsowiecie szeptuchowskim rejonu korieniewskiego w obwodzie kurskim.

## Geografia
Miejscowość położona jest u źródeł rzek Byk i Apoka (dorzecze Sejmu), 6 km od centrum administracyjnego sielsowietu szeptuchowskiego (Szeptuchowka), 24,5 km od centrum administracyjnego rejonu (Korieniewo), 73 km od Kurska. Chutor otoczony jest sadami owocowymi.

## Demografia
W 2010 r. miejscowość zamieszkiwało 12 osób.